# Ctenus bahamensis
Ctenus bahamensis este o specie de păianjeni din genul Ctenus, familia Ctenidae, descrisă de Strand, 1907. Conform Catalogue of Life specia Ctenus bahamensis nu are subspecii cunoscute.